# 栀子酸
栀子酸（缩写GPA）又称京尼平苷酸，是一种天然的化合物，分子式C16H22O10，属于一种环烯醚萜葡萄糖苷，存在于杜仲（Eucommia ulmoides）、栀子花（Gardenia jasminoides）等植物中 。